# پلوون
پلوون (به آلمانی: Plöwen) یک شهر در آلمان است که در فرپومرن-گرایفسوالد واقع شده‌است. پلوون ۴۰۹ نفر جمعیت دارد.

## خواهرخوانده
شهر زازنبرگ خواهرخواندهٔ پلوون هست.